# Herbert Williams
Herbert Philip „Bert“ Williams (* 24. Juli 1908 in Hove, Vereinigtes Königreich; † 10. Januar 1990 in Macatawa, Michigan) war ein US-amerikanischer Segler.

## Erfolge
Herbert Williams nahm an den Olympischen Spielen 1956 in Melbourne mit Lawrence Low in der Bootsklasse Star teil. Mit ihrem Boot Kathleen gewannen sie zwei der sieben Wettfahrten und beendeten die Regatta mit 5876 Gesamtpunkten auf dem ersten Platz, womit sie vor dem italienischen und dem bahamaischen Boot Olympiasieger wurden. Bei Weltmeisterschaften gewann Williams 1944 am Michigansee die Bronzemedaille.
Sein Sohn Lynn gewann im Starboot 1964 in Tokio die olympische Silbermedaille.